# Meconopsis sherriffii
Meconopsis sherriffii är en vallmoväxtart som beskrevs av George Taylor. Meconopsis sherriffii ingår i släktet bergvallmor, och familjen vallmoväxter. Inga underarter finns listade i Catalogue of Life.